# 大岡忠固
大岡 忠固（おおおか ただかた）は、江戸時代後期の大名。武蔵岩槻藩第6代藩主。大岡忠房家9代当主。

## 生涯
寛政5年12月14日（1794年1月15日） 、伊勢八田藩第3代藩主・加納久周の五男として生まれる。初めは鈴木大学と名乗った。その後、三兄である岩槻藩主の大岡忠正に男子がいないため養子となり、大岡忠固と名乗った。文化13年（1816年）8月28日に忠正が亡くなると家督を相続した。
文政4年（1821年）4月に日光祭礼奉行、翌文政5年（1822年）に奏者番を歴任する。天保7（1836年）8月、米価昂騰で領内で百姓一揆が起きたが、これを何とか沈静させた。同年9月、このような中で若年寄に栄進し、天保15年（1844年）5月に江戸城本丸の普請奉行を務め、その功により3000石を加増される。
またアヘン戦争で清が敗戦した影響により、幕命により江戸湾の警備のために大砲や小銃を鋳造し、藩領であった上総、安房に海上警備のために藩士を派した。これにより藩の財政が逼迫した。嘉永5年（1852年）、江戸に出向した公卿の接待役を勤め、江戸市中を案内し、その出来事を『船橋紀行』にまとめた。同年に病死。家督は三男の忠恕が継いだ。

## 系譜
父母
- 加納久周（実父）
- 大岡忠正（養父）

正室
- 稲葉正諶の娘

子女
- 大岡忠恕（三男） 生母は正室
- 酒井忠良正室、生母は正室
- 堀田正修正室